# 克里斯托弗·努德費爾特
布·克里斯托弗·努德费尔特（瑞典語：Bo Kristoffer Nordfeldt；1989年6月23日—）是一位瑞典足球運動員。在場上的位置是守門員。他現在效力於瑞典超級足球聯賽球隊AIK蘇納。他也代表瑞典國家足球隊參賽。

## 外部連結
- Swansea City Profile
- 足球数据库：克里斯托弗·努德費爾特的球员统计数据